# Треугольник Кало
Треуго́льник Кало́ (гепатобилиа́рный треугольник) — хирургический общепринятый ориентир при холецистэктомии, представляющий собой треугольник, двумя боковыми сторонами которого являются пузырный и общий печёночный протоки, а основанием - пузырная артерия. В пределах этого треугольника отходит жёлчно-пузырная артерия, также могут проходить добавочные печеночные протоки, которые впадают в пузырный проток или в общий печеночный проток. Назван в честь французского хирурга Жана-Франсуа Кало (Jean-François Calot), описавшего этот треугольник в 1891 году.

## Практическое значение
При выполнении холецистэктомии хирург определяет угол, образованный пузырным и общим печеночным протоками, и, продвигаясь в промежутке между ними снизу вверх, находит пузырную артерию, место отхождения которой от правой печёночной артерии часто прикрыто правым краем общего печеночного протока. Во время лигирования пузырной артерии необходимо исключить перевязку правой печёночной артерии вместо пузырной, что может вызвать некроз правой доли печени.